# Кузнецов, Алексей Яковлевич
Алексей Яковлевич Кузнецов (1910—1969) — советский инженер-строитель, Герой Социалистического Труда (1961).

## Биография
Алексей Кузнецов родился в 1910 году в Москве. Окончил среднюю школу, рабфак и Московский энергетический институт. С 1933 года работал инженером на строительстве канала Москва-Волга. Принимал активное участие в строительстве Угличской и Рыбинской ГЭС и гидроузлов, затоплении больших территорий Рыбинским водохранилищем. С 1943 года Кузнецов занимал должность заместителя по строительству и эксплуатации волжских мостов начальника работ Управления «Волгострой», руководил строительством автомобильных переходов через плотины и дамбы, мостов в районе Рыбинского водохранилища.
С 1956 года Кузнецов был главным инженером строительного управления «Сталинградгидрострой». Под его руководством осуществлялись работы по строительству Сталинградской (ныне — Волжской) ГЭС. Вместе с новым начальником управления Александровым Кузнецов сумел организовать образцово-показательную стройку, в течение шести лет удерживая переходящее знамя Совета Министров СССР. Стройку многократно посещали руководители СССР и иностранные делегации. Стройка была выполнена в установленные сроки, и 10 сентября 1961 года Сталинградская ГЭС была торжественно пущена в эксплуатацию в присутствии лично Никиты Хрущёва. Благодаря умелому руководству Александрова и Кузнецова строительство этой ГЭС обошлось СССР дешевле на 3,2 миллиарда рублей, чем строительство Куйбышевской ГЭС, которая к тому же имела намного меньшие технические показатели по выработке электроэнергии.
Указом Президиума Верховного Совета СССР от 9 сентября 1961 года за «самоотверженный труд и умелое руководство сооружением Сталинградского гидроузла» Алексей Кузнецов был удостоен высокого звания Героя Социалистического Труда с вручением ордена Ленина и медали «Серп и Молот».
С 1962 года Кузнецов работал заместителем начальника отдела строительства объектов энергетики Министерства энергетики и электрификации СССР. Вскоре он был направлен в Египет главным инженером строительного управления «Асуангидрострой», занимавшегося строительством Асуанской ГЭС. Кузнецов провёл огромную работу по введению в строй первых очередей строительства в установленные сроки. В 1968 году он тяжело заболел и уехал на лечение в Москву. Умер несколько месяцев спустя, уже в 1969 году. Похоронен в колумбарии Новодевичьего кладбища Москвы.
Был также награждён орденами Трудового Красного Знамени и «Знак Почёта», рядом медалей.